# Amori in corso
Amori in corso és una pel·lícula italiana del 1989 dirigida per Giuseppe Bertolucci.

## Argument
La Bianca i l'Anna són dues estudiants de medicina que, la vigília d'un examen, decideixen passar uns dies a la vila dels pares de la Bianca, al camp. Un cop arribin al seu destí, les dues noies començaran a tenir alguns desacords, causats tant per les seves diferències de caràcter com per l'amor d'ambdues per Cesare, que també va a la facultat de medicina i està a punt de visitar-les. L'arribada a la vil·la de la Daniela, la xicota del noi, portarà a la Bianca i l'Anna a retrobar-se i a confiar-se; arribaran a entendre quin és el motiu real que els va empènyer a aquell lloc.

## Repartiment
- Francesca Prandi:	Anna
- Stella Vordemann: 	Bianca
- Amanda Sandrelli: 	Daniela

## Producció
Stella Vordemann va ser escollida gràcies a una fotografia seva que Bertolucci va veure en una exposició fotogràfica. Amanda Sandrelli en canvi ja havia treballat amb el director a Strana la vita. Francesca Prandi és una novell però demostra una gran capacitat d'actuació que transmet les grans emocions de la pel·lícula.
La pel·lícula es va rodar a Val Pessola a la província de Parma.

## Crítica
- El dizionario Morandini assigna a la pel·lícula tres estrelles sobre cinc i la defineix com una pel·lícula farfalla sota el signe de la gràcia.[2][3]
- El dizionario Farinotti li assigna tres estrelles de cinc sense aportar una opinió crítica.[4]

## Premis
Va guanyar el primer premi al Salso Film & TV Festival de Salsomaggiore Terme.
- Ciak d'oro
  - 1990

Millor actriu secundària a Amanda Sandrelli.
Candidatura al millor guió a Giuseppe Bertolucci, Domenico Rafele i Lidia Ravera
Candidatura a millor fotografia a Fabio Cianchetti
Candidatura a millor escenografia a Ermita Frigato